# Latina Calcio a 5 2015-2016
Questa pagina raccoglie i dati riguardanti il Latina Calcio a 5, squadra di calcio a 5 militante in serie A, nelle competizioni ufficiali del 2015-2016.

## Trasferimenti

### Sessione estiva
| Sebastián Corso | Boca Juniors     |
| Yuri Bacoli     | Ardenza Ciampino |
| Matteo Barbazza | Latina (calcio)  |
| Borja Blanco    | Jaén             |
| Aldo Franza     | Napoli           |
| David Patrizi   | Isola            |
| Arnaldo Pereira | Nikars           |

| Luca Angeletti   | Monza          |
| Esteban Arellano | Civitella      |
| Vinícius Bacaro  | Mirafin        |
| Andrea Donazzolo | Eagles Aprilia |
| Gilli            | Olimpus Roma   |
| Matías Lara      | Pescara        |
| Gustavo Menini   | Milano         |
| Andrea Natalizia | ritirato       |
| Luigi Vernilli   | Monza          |
| Giuseppe Vinci   | Real Podgora   |

### Sessione invernale
| Caio Junior | Real Rieti |

| David Patrizi   | Lazio        |
| Edoardo Saccaro | Real Podgora |

## Organico

### Prima squadra
| N° | Naz.                  | Ruolo | Sportivo           | Anno     |  |  |
| -- | --------------------- | ----- | ------------------ | -------- |  |  |
| 24 | Italia (bandiera)     | POR   | Simone Chinchio    | 01.12.91 |  |  |
| 30 | Italia (bandiera)     | POR   | David Patrizi      | 06.06.82 |  |  |
| 20 | Argentina (bandiera)  | DIF   | Luciano Avellino   | 12.12.88 |  |  |
| 2  | Italia (bandiera)     | DIF   | Aldo Franza        | 11.10.94 |  |  |
| 10 | Italia (bandiera)     | LAT   | Yuri Bacoli        | 07.03.92 |  |  |
| 13 | Argentina (bandiera)  | LAT   | Gerardo Battistoni | 21.04.83 |  |  |
| 3  | Spagna (bandiera)     | LAT   | Borja Blanco       | 16.11.84 |  |  |
| 14 | Argentina (bandiera)  | LAT   | Sebastián Corso    | 01.01.90 |  |  |
| -  | Brasile (bandiera)    | LAT   | Caio Junior        | 08.03.93 |  |  |
| 6  | Portogallo (bandiera) | LAT   | Arnaldo Pereira    | 16.06.79 |  |  |
| 7  | Italia (bandiera)     | LAT   | Enrico Rosati      | 12.01.91 |  |  |
| 21 | Italia (bandiera)     | LAT   | Edoardo Saccaro    | 09.03.93 |  |  |
| 8  | Italia (bandiera)     | LAT   | Andrea Terenzi     | 06.01.89 |  |  |
| ?  | Italia (bandiera)     | PIV   | Matteo Barbazza    | 19.07.94 |  |  |
| 9  | Argentina (bandiera)  | PIV   | Lucas Maina        | 26.06.85 |  |  |

### Under-21
| N° | Naz.              | Ruolo | Sportivo          | Anno     |  |  |
| -- | ----------------- | ----- | ----------------- | -------- |  |  |
| 4  | Italia (bandiera) | DIF   | Andrea Barontini  | 25.11.97 |  |  |
| 12 | Italia (bandiera) | POR   | Maurizio Landucci | 26.11.96 |  |  |